# Marianka Siemieńska
Marianka Siemieńska est une localité polonaise de la gmina de Łęka Opatowska, située dans le powiat de Kępno en voïvodie de Grande-Pologne.